# Prełuka
Prełuka – (1271 m n.p.m.) szczyt w południowo-zachodniej części Gorganów, które są częścią Beskidów Wschodnich. Szczyt ten tworzy niewysoki grzbiet, którym przebiega linia głównego wododziału. Grzbiet ten łączy grupę Grofy i Popadii z inną dużą grupą: Busztuła i Bertu.